# 麦克米伦陨石坑
麦克米伦陨石坑（MacMillan）是位于月球正面雨海东侧边沿的一座小撞击坑，其名称取自美国数学家暨天文学家威廉·邓肯·麦克米伦（William Duncan MacMillan，1871年-1948年），1976年被国际天文学联合会正式接受。

## 描述
该陨坑西侧和西北偏北分别是略大的普平陨石坑和比尔陨石坑、东北偏北毗邻班克罗夫特陨石坑，小月坑赫胥黎和较大的华莱士陨石坑分别位于它的东南和南面，它的北面和东北分别分布有阿基米德月溪和阿基米德山脉，在它们的后面则坐落了凋沼，而麦克米伦陨石坑的东南正对着绵延起伏的亚平宁山脉。该陨坑中心月面坐标为24°12′N 7°51′W / 24.2°N 7.85°W，直径6.88公里，深约1.16公里。
麦克米伦陨石坑外观圆形，坑壁略有磨损，但边缘轮廓仍清晰完整，北侧壁分布有一处小陨坑形成的裂口。带该陨坑最大高出周边地形250米，内部容积约13.03立方千米，坑底表面较为平整，可能已被熔岩重塑，其反照率与周边月海表面相一致，但内壁部分的反照率却相对更高，并显示出一些同心环坑的迹象。
在1976年被国际天文学联合会正式命名前，该陨坑曾被称作卫星坑阿基米德 F（所谓的「卫星坑标记法」：以所靠近的主坑名+字母来命名）。

## 参引资料
1. ↑   (PDF).   [2017-06-04]. （原始内容存档 (PDF)于2013-02-20）.
2. ↑  .   [2017-06-04]. （原始内容存档于2021-02-06）.
3. 1 2 3  Lunar Impact Crater Database
4. ↑  Wood, C. A. . Lunar and Planetary Science IX. 1978: 1264–1266. Bibcode:1978LPI.....9.1264W.

## 另请参阅
- Andersson, L. E.; Whitaker, E. A.  (PDF). NASA RP-1097. 1982  [2016-03-08]. （原始内容存档 (PDF)于2014-10-06）.
- Blue, Jennifer. . USGS. July 25, 2007  [2015-10-17]. （原始内容存档于2021-02-06）.
- Bussey, B.; Spudis, P. . New York: Cambridge University Press. 2004. ISBN 978-0-521-81528-4.
- Cocks, Elijah E.; Cocks, Josiah C. . Tudor Publishers. 1995. ISBN 978-0-936389-27-1.
- McDowell, Jonathan. . Jonathan's Space Report. July 15, 2007  [2007-10-24]. （原始内容存档于2019-06-21）.
- Menzel, D. H.; Minnaert, M.; Levin, B.; Dollfus, A.; Bell, B. . Space Science Reviews. 1971, 12 (2): 136–186. Bibcode:1971SSRv...12..136M. doi:10.1007/BF00171763.
- Moore, Patrick. . Sterling Publishing Co. 2001. ISBN 978-0-304-35469-6.
- Price, Fred W. . Cambridge University Press. 1988. ISBN 978-0-521-33500-3.
- Rükl, Antonín. . Kalmbach Books. 1990. ISBN 978-0-913135-17-4.
- Webb, Rev. T. W.  6th revised. Dover. 1962. ISBN 978-0-486-20917-3.
- Whitaker, Ewen A. . Cambridge University Press. 1999. ISBN 978-0-521-62248-6.
- Wlasuk, Peter T. . Springer. 2000. ISBN 978-1-85233-193-1.